# Grand Prix-wegrace van Duitsland 1972
De Grand Prix-wegrace van Duitsland 1972 was de eerste race van het wereldkampioenschap wegrace in het seizoen 1972. De race werd verreden op 29 en 30 april 1972 op de Nordschleife van de Nürburgring nabij Nürburg.

## 500 cc
Na zijn verlies in de 350 cc-race in Duitsland was Giacomo Agostini (MV Agusta) in de 500 cc-klasse weer ongenaakbaar. Hij nam een grote voorsprong op zijn teamgenoot Alberto Pagani. Het meest interessant was het gevecht achter de MV Agusta's, dat ging tussen de Kawasaki H 1 R van Dave Simmonds en de König van Kim Newcombe. Dat werd door Newcombe gewonnen en hij werd dus derde.

### Uitslag
| Pos | Coureur               | Merk            | Tijd       | Punten |
| --- | --------------------- | --------------- | ---------- | ------ |
| 1   | Giacomo Agostini      | MV Agusta       | 1h 07:56.4 | 15     |
| 2   | Alberto Pagani        | MV Agusta       | + 53" 9    | 12     |
| 3   | Kim Newcombe          | König           | + 2:48.9   | 10     |
| 4   | Dave Simmonds         | Kawasaki        | + 2:58.0   | 8      |
| 5   | Ernst Hiller          | König           | + 2:58.7   | 6      |
| 6   | Bo Granath            | Husqvarna       | + 3:03.5   | 5      |
| 7   | Jack Findlay          | JADA-Suzuki     | + 3:18.7   | 4      |
| 8   | Billie Nelson         | Honda           | + 3:19.9   | 3      |
| 9   | Ken Araoka            | Kawasaki        | + 3:26.6   | 2      |
| 10  | Lothar John           | Yamaha          | + 4:14.7   | 1      |
| 11  | Bruno Kneubühler      | Yamaha          |            |        |
| 12  | Sven-Olov Gunnarsson  | Kawasaki        |            |        |
| 13  | Keith Turner          | Suzuki          |            |        |
| 14  | Kurt-Ivan Carlsson    | Yamaha          |            |        |
| 15  | Jerry Lancaster       | Yamaha          |            |        |
| 16  | Walter Rüngg          | Aermacchi       |            |        |
| 17  | Hans-Jürgen Rothbrust | Yamaha          |            |        |
| 18  | Heinz Schmid          | Suzuki          |            |        |
| 19  | Horst Dzierzawa       | Yamaha          |            |        |
| 20  | Kaarlo Koivuniemi     | Kawasaki        |            |        |
| 21  | Kurt-Harald Florin    | König           |            |        |
| 22  | Werner Giger          | Kawasaki        |            |        |
| 23  | Börje Andersson       | Honda           |            |        |
| 24  | Udo Kochanski         | BMW             |            |        |
| 25  | Will Bertsch          | Kawasaki        |            |        |
| 26  | Sten-Gunar Jansson    | Kawasaki        |            |        |
| 27  | Ted Janssen           | Suzuki          |            |        |
| 28  | Michael Schmid        | Yamaha          |            |        |
| 29  | Otto Labitzke         | Honda           |            |        |
| 30  | Paul Eickelberg       | König           |            |        |
| DNF | Wil Hartog            | Riemanoc-Yamaha |            |        |
| DNF | Klaus Huber           | Kawasaki        |            |        |
| DNF | Steve Ellis           | Yamaha          |            |        |
| DNF | Charlie Dobson        | Kawasaki        |            |        |
| DNF | Derek Lee             | Suzuki          |            |        |
| DNF | Karl Auer             | Kawasaki        |            |        |
| DNF | Christian Bourgeois   | Yamaha          |            |        |
| DNF | Peter Breingan        | Honda           |            |        |
| DNF | Rob Bron              | Suzuki          |            |        |
| DNF | Jean Campiche         | Linto           |            |        |
| DNF | Cliff Carr            | Kawasaki        |            |        |
| DNF | Maurice Hawthorne     | Kawasaki        |            |        |
| DNF | Gyula Marsovszky      | Linto           |            |        |
| DNF | Eric Offenstadt       | Kawasaki        |            |        |
| DNF | Hans-Otto Butenuth    | BMW             |            |        |
| DNF | Rudolf Fröhling       | Honda           |            |        |
| DNF | Gerhard Heukerott     | Benelli         |            |        |
| DNF | Ewald Hüttelin        | Kawasaki        |            |        |
| DNF | Walter Kaletsch       | Yamaha          |            |        |
| DNF | Wolfgang Stephan      | Honda           |            |        |
| DNF | Jupp Tröblinger       | König           |            |        |
| DNF | Peter Stocksiefen     | Honda           |            |        |
| DNF | Godfrey Nash          | Honda           |            |        |
| DNF | Hans-Josef Martinek   | CZ              |            |        |

## 350 cc
In de 350 cc-race in Duitsland kreeg Giacomo Agostini (MV Agusta) zijn eerste tikje, toen hij in een rechtstreeks duel werd verslagen door Jarno Saarinen. Die zette met zijn nieuwe watergekoelde Yamaha YZ 634 het absolute ronderecord zelfs zó scherp (9.31.8) dat Ago het zelfs in de 500 cc-klasse met 9.30.9 nauwelijks kon verbeteren. Hideo Kanaya werd met de tweede watergekoelde YZ 634 (er waren er nog maar twee met waterkoeling) derde. Saarinen was in de training al 10 seconden sneller geweest dan de concurrentie en wist in de race zijn voorsprong met een seconde per ronde uit te bouwen.

### Uitslag 350 cc
| Pos | Coureur           | Merk      | Tijd         | Punten |
| --- | ----------------- | --------- | ------------ | ------ |
| 1   | Jarno Saarinen    | Yamaha    | 1h 08' 03" 2 | 15     |
| 2   | Giacomo Agostini  | MV Agusta | + 5" 4       | 12     |
| 3   | Hideo Kanaya      | Yamaha    | + 56" 1      | 10     |
| 4   | Walter Sommer     | Yamaha    | + 2' 11"     | 8      |
| 5   | Renzo Pasolini    | Aermacchi | + 2' 24" 7   | 6      |
| 6   | Teuvo Länsivuori  | Yamaha    | + 3' 22" 7   | 5      |
| 7   | László Szabó      | Yamaha    | + 3' 39" 7   | 4      |
| 8   | Alberto Pagani    | MV Agusta |              | 3      |
| 9   | Werner Pfirter    | Yamaha    |              | 2      |
| 10  | Peter Stocksiefen | Yamaha    |              | 1      |

## 250 cc
In de 250 cc-race nam Dieter Braun (SMZ) meteen na de start de leiding voor Rodney Gould (Yamaha) en de Belg Oronzo Memola (Yamaha). In de tweede ronde ontstond er een gevecht tussen Dieter Braun en Jarno Saarinen (Yamaha), maar ze werden allebei bijgehaald door Hideo Kanaya (Yamaha), die een dag eerder al derde was geworden in de 350 cc-race. Eén ronde voor het einde had Kanaya de leiding overgenomen. Braun en Saarinen eindigden als tweede en derde, maar bleken na de finish allebei een gescheurde uitlaat te hebben. Ángel Nieto viel in de 250 cc-race, waardoor hij verwondingen aan zijn gezicht opliep.

### Uitslag 250 cc
| Pos | Coureur           | Merk      | Tijd       | Punten |
| --- | ----------------- | --------- | ---------- | ------ |
| 1   | Hideo Kanaya      | Yamaha    | 59' 43" 5  | 15     |
| 2   | Dieter Braun      | SMZ       | + 18" 6    | 12     |
| 3   | Jarno Saarinen    | Yamaha    | + 40" 5    | 10     |
| 4   | Oronzo Memola     | Yamaha    | + 52" 7    | 8      |
| 5   | John Dodds        | Yamaha    | + 54" 5    | 6      |
| 6   | Rodney Gould      | Yamaha    | + 1' 16" 5 | 5      |
| 7   | Chas Mortimer     | Yamaha    | + 1' 20" 4 | 4      |
| 8   | Werner Pfirter    | Yamaha    | + 1' 29" 0 | 3      |
| 9   | Teuvo Länsivuori  | Yamaha    |            | 2      |
| 10  | Peter Stocksiefen | Yamaha    |            | 1      |
| DNF | Renzo Pasolini    | Aermacchi |            |        |

## 125 cc
Nadat Ángel Nieto in de 250cc- race in Duitsland gevallen was en geblesseerd was geraakt, mocht hij van de circuitarts niet in de 125 cc-race starten. Hij probeerde toch te rijden en moest met geweld van het startveld verwijderd worden. Het gat dat daardoor op de eerste startrij open bleef werd handig gebruikt door Cees van Dongen (Yamaha AS-1), die even de leiding kon nemen. Hij kon het echter niet lang volhouden tegen Börje Jansson (Maico), Gilberto Parlotti (Morbidelli), Chas Mortimer (Yamaha) en Dave Simmonds (Kawasaki). Simmonds viel al snel terug, maar Parlotti wist in de vierde van vijf ronden de leiding te nemen die hij niet meer afstond. Mortimer werd met een machinelengte tweede vóór Jansson. De snelheid van Parlotti's Morbidelli was zo hoog, dat er protesten werden ingediend, maar die werden ongegrond bevonden.

### Uitslag 125 cc
| Pos | Coureur           | Merk       | Tijd        | Punten |
| --- | ----------------- | ---------- | ----------- | ------ |
| 1   | Gilberto Parlotti | Morbidelli | 51' 40" 5   | 15     |
| 2   | Chas Mortimer     | Yamaha     | + 15" 6     | 12     |
| 3   | Börje Jansson     | Maico      | + 15" 9     | 10     |
| 4   | Dave Simmonds     | Kawasaki   | + 41" 6     | 8      |
| 5   | Kent Andersson    | Yamaha     | + 3' 02" 9  | 6      |
| 6   | Gert Bender       | Maico      | + 3' 16" 0  | 5      |
| 7   | László Szabó      | MZ         | + 3' 27" 8  | 4      |
| 8   | Cees van Dongen   | Yamaha     | + 3' 37" 6  | 3      |
| 9   | Walter Rungg      | Yamaha     | + 3' 55" 3  | 2      |
| 10  | Matti Salonen     | Yamaha     | + 4' 08" 5  | 1      |
| DNS | Ángel Nieto       | Derbi      | startverbod |        |

## 50 cc
De eerste 50 cc-race werd in Duitsland gewonnen door Jan de Vries met de Van Veen-Kreidler, met enige dank aan de monteurs van de Derbi van Ángel Nieto. Die kwam in de eerste van slechts drie ronden stil te staan met een losse vlotterkamerbevestiging. In die ronde nam Börje Jansson met een Jamathi de leiding, gevolgd door een groep met Jan de Vries. Bij de eerste doorkomst was Nieto al naar de derde plaats geklommen, maar De Vries reed al 18 seconden vóór Jansson. Na twee ronden was Nieto tweede, met 21 seconden achterstand op De Vries. Nieto was veel sneller en bij de finish bedroeg zijn achterstand nog slechts 9 seconden. Een woedende Nieto gooide zijn Derbi tegen de vangrails, verwenste zijn monteurs en liet zich zelfs niet bij de huldiging zien.

### Uitslag 50 cc
| Pos | Coureur            | Merk              | Tijd     | Punten |
| --- | ------------------ | ----------------- | -------- | ------ |
| 1   | Jan de Vries       | Van Veen-Kreidler | 35'28"6  | 15     |
| 2   | Ángel Nieto        | Derbi             | + 9"3    | 12     |
| 3   | Börje Jansson      | Jamathi           | + 58"1   | 10     |
| 4   | Harald Bartol      | Kreidler          | + 1'26"7 | 8      |
| 5   | Gerhard Thurow     | Kreidler          | + 1'47"9 | 6      |
| 6   | Jan Bruins         | Kreidler          | + 2'56"3 | 5      |
| 7   | Hans-Jürgen Hummel | Kreidler          |          | 4      |
| 8   | Lars Persson       | Monark            |          | 3      |
| 9   | Roland Schuster    | Kreidler          |          | 2      |
| 10  | Rolf Minhoff       | Maico             |          | 1      |

## Zijspanklasse
In de Grand Prix van Duitsland was de spanning in de zijspanklasse niet erg groot. Na vier ronden was de uitslag bepaald: Siegfried Schauzu en Wolfgang Kalauch reden met hun BMW vóór Heinz Luthringshauser/Hans-Jürgen Cusnik, Richard Wegener/Adi Heinrichs en Georg Auerbacher/Hermann Hahn en in die volgorde finishten ze ook. Christ Vincent, die met Michael Casey nu met de Münch-URS reed, had al in de trainingen veel problemen maar had in de race toch heel even aan de leiding gereden. In de vierde ronde moest hij opgeven.

### Uitslag zijspanklasse
| Pos | Coureur               | Bakkenist          | Merk      | Tijd | Punten |
| --- | --------------------- | ------------------ | --------- | ---- | ------ |
| 1   | Siegfried Schauzu     | Wolfgang Kalauch   | BMW       |      | 15     |
| 2   | Heinz Luthringshauser | Hans-Jürgen Cusnik | BMW       |      | 12     |
| 3   | Richard Wegener       | Adi Heinrichs      | BMW       |      | 10     |
| 4   | Georg Auerbacher      | Hermann Hahn       | BMW       |      | 8      |
| 5   | Graham Milton         | John Thornton      | BMW       |      | 6      |
| 6   | Tony Wakefield        | Alex MacFadzean    | BMW       |      | 5      |
| 7   | Wolfgang Klenk        | Norbert Scherer    | BMW       |      | 4      |
| 8   | Walter Ohrmann        | Bernd Grube        | BMW       |      | 3      |
| 9   | Michel Pourcelet      | Claude Domin       | BMW       |      | 2      |
| 10  | Jeff Gawley           | Frank Knights      | BMW       |      | 1      |
| DNF | Chris Vincent         | Michael Casey      | Münch-URS |      |        |

1925 · 1926 · 1927 · 1928 · 1929 · 1930 · 1931 · 1933 · 1934 · 1935 · 1936 · 1937 · 1938 · 1939 · 1949 · 1950 · 1951 · 1952 · 1953 · 1954 · 1955 · 1956 · 1957 · 1958 · 1959 · 1960 · 1961 · 1962 · 1963 · 1964 · 1965 · 1966 · 1967 · 1968 · 1969 · 1970 · 1971 · 1972 · 1973 · 1974 · 1975 · 1976 · 1977 · 1978 · 1979 · 1980 · 1981 · 1982 · 1983 · 1984 · 1985 · 1986 · 1987 · 1988 · 1989 · 1990 · 1991 · 1992 · 1993 · 1994 · 1995 · 1996 · 1997 · 1998 · 1999 · 2000 · 2001 · 2002 · 2003 · 2004 · 2005 · 2006 · 2007 · 2008 · 2009 · 2010 · 2011 · 2012 · 2013 · 2014 · 2015 · 2016 · 2017 · 2018 · 2019 · 2021 · 2022 · 2023 · 2024 · 2025